# Hank von Helvete

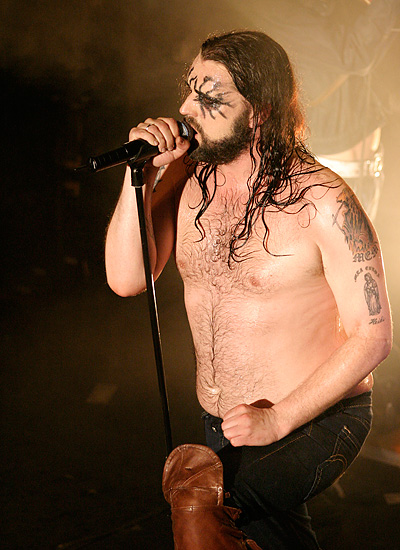
Hank van Helvete 2005 bei einem Konzert im Folken in Stavanger

Hans-Erik Dyvik Husby (* 15. Juni 1972; † 19. November 2021) war ein norwegischer Sänger und Schauspieler, der unter verschiedenen Künstlernamen wie Hertis, Hank von Helvete („Hank aus der Hölle“) oder Hank von Hell bekannt war. Von 1993 bis 2010 war er der Sänger der Band Turbonegro.

## Leben
Bekannt wurde Husby als Sänger der Death-Punk- bzw. Punk-’n’-Roll-Band Turbonegro, die vor allem für ihre Provokation durch vorgespielte Homosexualität und Rockstar-Klischees bekannt war. Die Band wurde in den späten 1980er Jahren gegründet und veröffentlichte mehrere Alben, bevor sie sich 1998 während einer Italien-Tour nach einem Zusammenbruch Husbys trennte, der zu dieser Zeit schwer heroinabhängig war. Husby begann in der Folge in seiner Heimat, auf Moskenesøy (Lofoten), einen erfolgreichen Entzug. Er arbeitete während dieser Zeit in einem Museum für Fischerei und Walfang in Å und als Moderator einer morgendlichen Sendung eines örtlichen Radiosenders.
Während seiner Zeit auf den Lofoten besuchte Husby verschiedene Schulen der Region, um mit den Schülern über seine Sucht zu reden und ihnen die Risiken des Drogenkonsums aufzuzeigen. 2002 fand die Wiedervereinigung von Turbonegro statt, als Husby wieder „clean“ war. Seine musikalische Vielseitigkeit zeigte er in verschiedenen Projekten; so übernahm er die Hauptrolle im Musical Jesus Christ Superstar im Neuen Theater Oslo. Seitdem er nicht mehr drogenabhängig war, erklärte er mehrfach in Interviews, dass er sich selbst als gläubigen Christen betrachte. Er soll aber Mitglied der Church of Scientology gewesen sein. Laut eigener Aussage habe er seit seinem 12. Lebensjahr Drogenprobleme gehabt, die er mit dem Scientology-Drogenrehabilitationsprogramm „Narconon“ 2009 erfolgreich habe besiegen können.
Husby heiratete im Juni 2004 die acht Jahre jüngere Heidi Riise. Sie trennten sich 2007. Von 2009 bis 2014 war er mit dem Model Gro Skaustein verheiratet, mit der er eine Tochter hatte. 2010 verkörperte er in dem Film „Cornelis“ den schwedischen Sänger Cornelis Vreeswijk. 2009 war er, gemeinsam mit Maria Solheim, mit dem Song Rom for alle drei Wochen auf Platz 1 in den norwegischen Singlecharts.
Er war Sänger der von 2009 bis 2011 existierenden Supergroup Doctor Midnight & the Mercy Cult. Ab 2018 war Husby wieder mit einer eigenen Band Hank von Hell auf Tour.
Husby starb am 19. November 2021 im Alter von 49 Jahren. Laut seinem Manager wurde er tot im Schlosspark des Königlichen Schlosses in Oslo aufgefunden; er sei an natürlichen Ursachen gestorben. Die öffentliche Trauerfeier fand am 9. Dezember 2021 in der Lillestrøm-kirke statt und wurde live übertragen.

## Diskografie

### Turbonegro
Für Platzierungen mit Turbonegro siehe hier

#### Studioalben
- 1993: Helta Skelta (Repulsion Records)
- 1994: Never Is Forever (Dog Job Records / Bitzcore Records)
- 1996: Ass Cobra (Boomba Records / Sympathy for the Record Industry / Burning Heart Records / Epitaph Records)
- 1998: Apocalypse Dudes (Boomba Records / Sympathy for the Record Industry / Man’s Ruin Records / Bitzcore Records / Epitaph Records)
- 2003: Scandinavian Leather (Burning Heart Records / Epitaph Records / Bitzcore Records; Artwork: Klaus Voormann)
- 2005: Party Animals (Burning Heart Records / Bitzcore Records)
- 2007: Retox (Edel Music / Scandinavian Leather Records)

#### Kompilationen und Livealben
- 1999: Darkness Forever! (Livealbum)
- 2001: Love It to Deathpunk (The Life and Times of Turbonegro) (Best-of-Album plus einiger Liveaufnahmen, Ascension Records)
- 2005: Small Feces (Kompilation von bislang unveröffentlichtem sowie Remix-Material)

#### EPs und Singles
- 1995: Denim Demon
- 1995: Bad Mongo
- 1998: Get It On
- 2003: Fuck the World (F.t.W.)
- 2003: Sell Your Body
- 2003: Locked Down
- 2005: High on the Crime
- 2005: City of Satan
- 2006: All My Friends Are Dead
- 2007: Do You Do You Dig Destruction

### Doctor Midnight & the Mercy Cult
- 2011 (Don’t) Waste I EP
- 2011 I Declare: Treason LP

### Hank von Hell
- 2018 Bum to Bum EP, Sony Music Entertainment / Century Media Records
- 2018 Egomania LP, Sony Music Entertainment / Century Media Records
- 2020 Dead LP Sony Music Entertainment / Columbia Records

### Sonstige
- 1993: Grunge Whore (EP unter dem Pseudonym „Stierkampf“, Sympathy for the Record Industry)
- 1995: Stinky Fingers (10″, Fatal Erection Records)
- 1995: Flabby Sagging Flesh (7″, Big Ball Records)
- 1995: Denim Demon / I Fucked Betty Page (7″, Munster Records)
- 1995: I Got Erection / Jeg will bli som Jesus (7″, Hit Me! Records)
- 1996: Prince of the Rodeo / Toodlepip, Fuck (7″, Hit Me! Records)
- 1997: Suffragette City / Kærlighetens Børn (7″, Bad Afro Records)
- 1998: Get It On / Don’t Say Motherfucker, Motherfucker (7″ Picture Disc, Sympathy for the Record Industry)
- 2003: Get It On / Rock Against Ass (Must Destroy Music)
- 2006: Viva la Bands (All My Friends Are Dead erschien auf dieser von Bam Margera herausgegebenen Kompilation)
- 2008: Back in Denim (7″, Volcom Entertainment)
- 2009: Rom for alle (mit Maria Solheim)

## Filmografie
- 2010: Cornelis
- 2014: Lilyhammer (Fernsehserie, eine Episode)
- 2015: Burning sun (Kurzfilm)
- 2017: Hassel (Fernsehserie, zwei Episoden)
- 2018: Thilda & die beste Band der Welt (Los Bando)